# Wahltagsbefragung
Die Wahltagsbefragung, genauer auch Nachwahlbefragung (auch exit poll nach dem englischsprachigen Fachausdruck) ist ein Instrument der Wahlforschung. Am Tag der Wahl werden Wähler beim Verlassen des Wahllokals durch Interviewer nach ihrer Stimmabgabe befragt. Neben der aktuellen Wahlentscheidung werden auch soziodemografische Daten und die Wahlentscheidung der letzten Wahl – Recall-Frage – erhoben. Die Daten werden für Hochrechnungen in der Wahlberichterstattung und zur Nachwahlanalyse, inklusive der Wählerstromanalyse, verwendet.

## Geschichte
Das Instrument wurde erstmals 1967 bei den Wahlen zur Zweiten Kammer in den Niederlanden durch den Soziologen Marcel van Dam eingesetzt. Kurze Zeit später geschah dies auch bei der Gouverneurswahl in Kentucky, USA. Seit 1978 wird es auch in Deutschland verwendet. Dem damaligen Ersteinsatz bei der  Bürgerschaftswahl in Hamburg 1978 und der Landtagswahl in Niedersachsen 1978 durch Infas ging ein nicht veröffentlichter Test 1976 voraus. Anschließend beschlossen die Intendanten von ARD und ZDF, das Instrument nicht weiter zu verwenden, um Missbrauch der Daten während des Wahltages zu verhindern. Seit 1990 werden auch in Deutschland wieder exit polls angewendet.
Während in Deutschland die Prognose des Ergebnisses für die Wahlberichterstattung im Vordergrund steht, werden die Daten der exit polls in den USA hauptsächlich zur Wahlanalyse verwendet. Dort erhebt eine gemeinsame Einrichtung von ABC, CBS, NBC, CNN und Fox News Channel die Daten am Wahltag.

## Nachwahlbefragungen in Deutschland
In Deutschland ist bei Bundestagswahlen und Europawahlen die Veröffentlichung von Ergebnissen von Wählerbefragungen nach der Stimmabgabe bis zur Schließung der Wahllokale unzulässig und kann als Ordnungswidrigkeit mit einer Geldbuße bis zu 50.000 € geahndet werden (§ 32 Abs. 2 und § 49a Bundeswahlgesetz, § 4 Europawahlgesetz). Für viele andere Wahlen gelten vergleichbare Regelungen.
Im Vorfeld der Bundestagswahl 2009 geriet die Möglichkeit solcher unerlaubter vorzeitiger Veröffentlichungen in den Blickpunkt von Politik und Publizistik. Obgleich eine zeitnahe Veröffentlichung bereits durch herkömmliche Internetseiten problemlos möglich ist, werden in diesem Zusammenhang besonders neuartige Internetdienste wie Twitter (Mikro-Blogging) skeptisch betrachtet – insbesondere, da die vorgefallenen Vorveröffentlichungen bei dieser Wahl just über Twitter erfolgten.
Auch bei der Bundestagswahl 2013 sickerten spätestens um 17:03 Uhr Exit-Polls über Twitter durch.
Während der Bundestagswahl 2021 veröffentlichte der Spitzenkandidat der Freien Wähler Hubert Aiwanger bereits um 16:00 den Stand der Befragungen über Twitter. Er verband mit diesem Tweet einen Aufruf, seine Partei zu wählen. Der Bundeswahlleiter überprüfte den Fall.

### Durchführung der Befragungen
Durchgeführt werden die Befragungen durch die Meinungsforschungsinstitute Infratest dimap für die ARD und die Forschungsgruppe Wahlen für das ZDF.
Je nach Wahl werden unterschiedlich viele Stimmbezirke für die Wahltagsbefragungen nach dem Zufallsprinzip ausgewählt. Bei Bundestagswahlen sind dies etwa 400 von insgesamt 80.000, bei Landtagswahlen zwischen 120 und 200. Bei exit polls werden zwischen 20.000 (bei Bundestagswahlen) und 5000 bis 10.000 (bei Landtagswahlen) Befragungen durchgeführt. Dies sind bedeutend mehr als die etwa 1000 Fälle, die bei Meinungsumfragen und Wahlabsichtsbefragungen erhoben werden. Auch bei der Zusammensetzung der Befragten unterscheiden sich die exit polls von den Wahlabsichtsbefragungen, denn es werden nur wirkliche Wähler befragt. Nichtwähler und Unentschlossene kommen bei Wahltagsbefragungen nicht vor. Briefwähler können nicht berücksichtigt werden, wodurch ein Teil der Wähler systematisch aus der Stichprobe ausfällt. Die Befragung findet in schriftlicher Form mit Hilfe eines kurzen Fragebogens statt, den der Befragte selbständig ausfüllt und anschließend in eine Box wirft, die einer Wahlurne ähnelt.

### Prognose
Die Ergebnisse der Befragungen werden für die Prognose nach Schließung der Wahllokale um 18:00 verwendet (18-Uhr-Prognose). Die späteren Hochrechnungen basieren dagegen auf den Auszählungen der tatsächlichen Wählerstimmen.
Im Gegensatz zu Befragungen vor der Wahl wird bei der Wahltagsbefragung nicht nach der Wahlabsicht, sondern nach dem tatsächlichen Abstimmverhalten gefragt. Die Rohdaten werden vor der Veröffentlichung von den Meinungsforschungsinstituten nach internem Schlüssel gewichtet. Diese Gewichtungsverfahren sind nicht öffentlich bekannt, was die intersubjektive Nachvollziehbarkeit, die Voraussetzung für eine wissenschaftliche Prognose ist, unmöglich macht.
In der Wahlberichterstattung werde die Wahltagsbefragungen als Grundlage für Prognosen und Hochrechnungen verwendet. Dabei handelt es sich nicht um wirkliche Prognosen, da nicht nach zukünftigem Verhalten gefragt wird, sondern nach schon ausgeführten Handlungen. Die Vorhersage wird erst nach dem eigentlichen Ereignis veröffentlicht.
Wahltagsbefragungen können ein Hinweis für Wahlfälschung sein; gleichwohl kann auch ohne Wahlfälschung das Ergebnis einer Wahltagsbefragung stark vom tatsächlichen Wahlergebnis abweichen. Da die Grundgesamtheit einer Nachwahlbefragung letztlich nur die Urnenwähler sind, das Wahlergebnis jedoch auch Briefwahl mit einschließt, kann es bei hinreichend großem Anteil der Briefwähler und entsprechend relevanter Abweichung zwischen der Wahlentscheidung der beiden Gruppen zu beträchtlichen Abweichungen zwischen exit poll Ergebnis und tatsächlichem Wahlergebnis kommen – vergleichbar dem amerikanischen Phänomen des “Blue Shift”.